# Mdlaw Megbi
El Mdlaw Megbi es un equipo de fútbol de Eritrea que juega en la Segunda División de Eritrea, la segunda liga de fútbol más importante del país.

## Historia
Fue fundado en la capital Asmara y es un equipo que ha sido campeón de liga en 1 ocasión en la temporada 1997.
A nivel internacional ha participado en 2 torneos continentales, donde nunca han podido superar una ronda clasificatoria.

## Palmarés
- Primera División de Eritrea: 1

1997

## Participación en competiciones de la CAF
| Temporada | Torneo                      | Ronda      | Club               | Casa | Visita | Global |
| --------- | --------------------------- | ---------- | ------------------ | ---- | ------ | ------ |
| 1998      | Liga de Campeones de la CAF | Preliminar | Utalii             | 0-1  | 0-1    | 0-2    |
| 1999      | Copa CAF                    | 1          | Express Red Eagles | 1-0  | 0-6    | 1-6    |